# Вулиця Привокзальна (Черкаси)
Вулиця Привокза́льна — вулиця в Черкасах.

## Розташування
Вулиця простягається своєрідною дугою із заходу на схід від вулиці Максима Залізняка, перетинаючи провулок Житлокоопівського і впираючись в територію школи № 12.

## Опис
Вулиця вузька, асфальтована. В кінці вулиці ліворуч знаходиться територія Черкаського хлібозаводу №2.

## Походження назви
Вулиця була утворена 1923 року і названа Привокзальною. З 1956 по 2016 рік мала назву Чекістів, на честь співробітників ВЧК. Історичну назву відновлено 27 січня 2016 року.